# Samantha J
Samantha Gonsalves, mer känd som Samantha J, född 10 oktober 1996, är en Jamaicansk modell och sångerska samt låtskrivare. Hon blev känd för sin hit, "Tight Skirt" 2013 som har toppat internationella listor. 2015 gav hon även ut en internationell singel vid namn "League of My Own" med Dej Loaf. Hon har också gett ut singeln "Light it up" tillsammans med den norska popduon Marcus & Martinus (2016).

## Diskografi

### Singlar
- 2013: "Tight Skirt"
- 2015: "League of My Own" (Samantha J med Dej Loaf)
- 2015: "Bad Like Yuh"
- 2016: "Light it up" (Marcus & Martinus med Samantha J)
- 2017: "Baby Love" (Samantha J med R. City)
- 2017: "Rockets"
- 2017: "Your Body"
- 2018: "Picture" (Samantha J med Gyptian)